# Bismarckturm (Sorau)

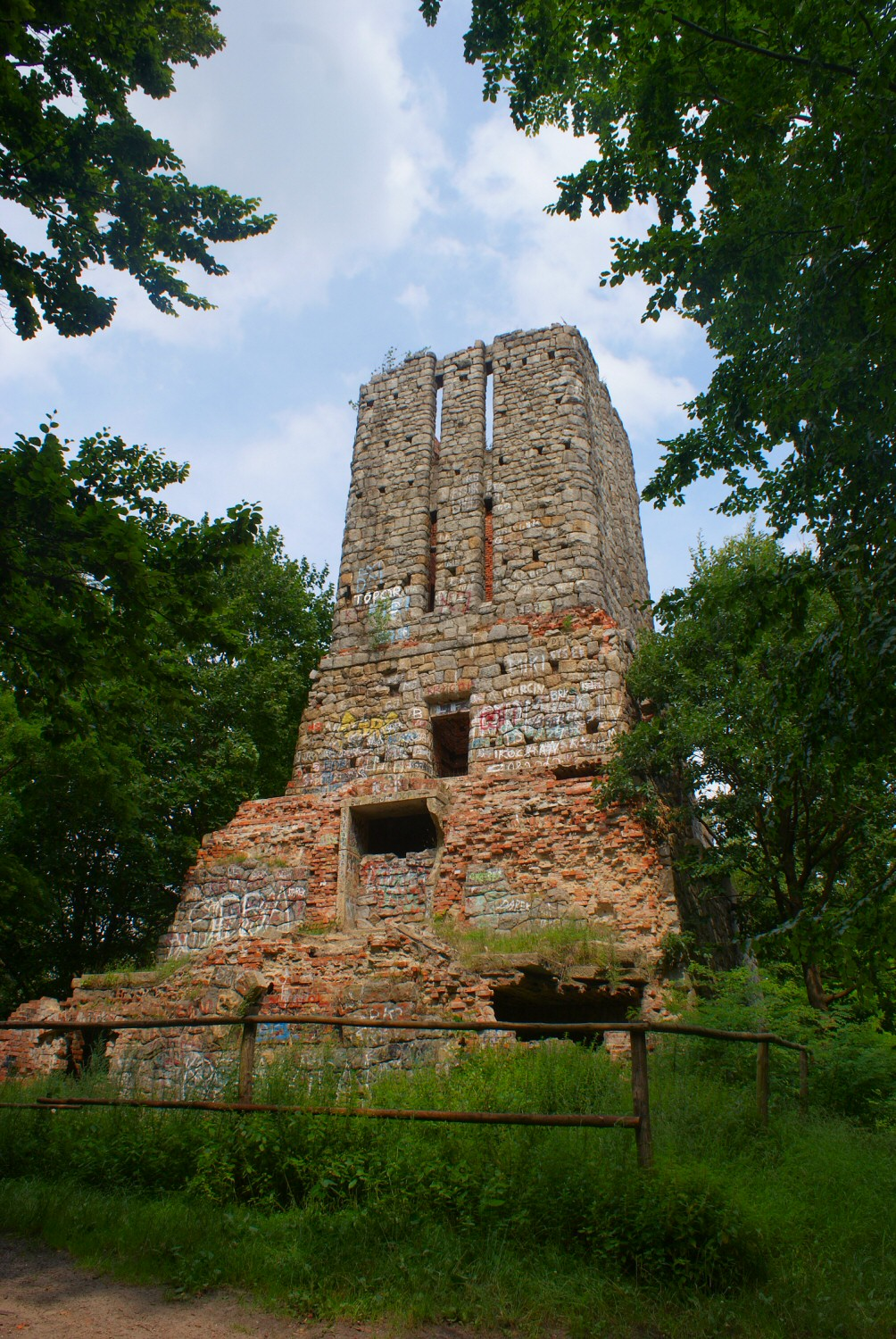
Bismarckturm Sorau

Der Bismarckturm Sorau ist ein nie vollendeter Bismarckturm in der Nähe von Sorau (heute Żary) in Schlesien. Mit seinem Bau wurde am 1. April 1914 begonnen, doch ruhten die Arbeiten im Juni 1914 durch einen Streik der Bauarbeiter, so dass bis zum Ausbruch des Ersten Weltkrieges nur eine Höhe von 25 Metern an Stelle der geplanten 42 Metern erreicht wurde.
Nach Kriegsbeginn wurden die Bauarbeiten eingestellt und auch später nicht wieder aufgenommen. In den 1970er Jahren wurde der Turm in einen Feuerwachturm umgebaut, wofür er ein hölzernes Gerüst auf der Spitze erhielt. Im Jahr 2002 wurde dieses entfernt. Heute ist der Turm stark verfallen.